# Belmonte de Campos
Belmonte de Campos är en kommun i Spanien.   Den ligger i provinsen Provincia de Palencia och regionen Kastilien och Leon, i den centrala delen av landet, 200 km nordväst om huvudstaden Madrid.